# Zhang Qinqiu
Zhang Qinqiu (15 de noviembre de 1904– 22 de abril de 1968) fue una revolucionaria comunista china, comandante militar, y política. Fue uno de los primeros miembros femeninos del Partido Comunista de China, y una de los Veintiocho bolcheviques entrenados en Moscú. Una comandante de alto rango del Cuarto Ejército del Frente en el Ejército Rojo chino durante la Larga Marcha, es a menudo considerada la única mujer general del Ejército Rojo. Después de la fundación de la República Popular China, sirvió como viceministra de la industria textil. Fue perseguida durante la Revolución Cultural y se suicidó en 1968.

## Educación y primeros años

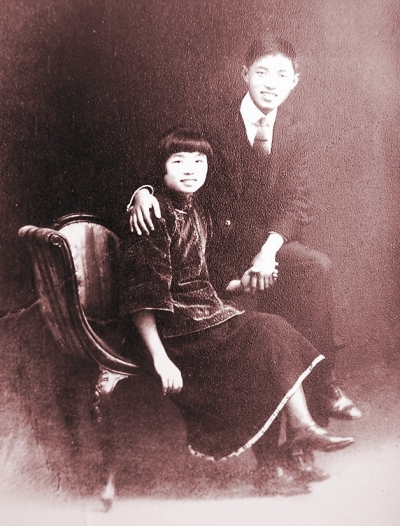
Foto de boda de Zhang Qinqiu y Shen Zemin

Zhang Qinqiu nació el 15 de noviembre de 1904, en una familia rica de Shimen, Tongxiang, provincia de Zhejiang. Ingresó en la Escuela Normal para Niñas de Hangzhou (hoy Instituto Núm. 14 de Hangzhou) en 1920, antes de ir a Shanghái para continuar sus estudios. En Shanghái conoció al famoso novelista Mao Dun (Shen Yanbing), casado con Kong Dezhi, una compañera de clase en primaria de Zhang, y su hermano menor Shen Zemin, uno de los primeros miembros del Partido Comunista de China (CPC).
En 1924, Zhang ingresó en el departamento de sociología de la izquierda de la Universidad de Shanghái, donde Shen Zemin era instructor y el líder comunista Qu Qiubai, jefe de departamento. Zhang se unió al PCC en noviembre de 1924, convirtiéndose en una de las primeras mujeres miembros del PCC. Se casó con Shen Zemin un año más tarde. Bajo la jefatura de Xiang Jingyu, Zhang y otras alumnas establecieron una escuela nocturna para mujeres trabajadoras en Shanghái, y organizaron una huelga de trabajadores de la seda en 1924. Ella también reclutó a algunos de los trabajadores en el PCC.
En noviembre de 1925, el PCC envió a más de 100 miembros del partido, incluyendo a Zhang Qinqiu, a estudiar en la Universidad Sun Yat-sen de Moscú, en la Unión Soviética. Shen Zemin se unió a ella poco después. En mayo de 1926, Zhang  dio a luz una hija llamada Zhang Maya (张玛娅). En Moscú, Zhang y Shen se convirtieron en miembros de los Veintiocho bolcheviques, que incluían a los futuros líderes del PCC Wang Ming, Bo Gu, Zhang Wentian, y Yang Shangkun. Se convirtió en eficiente en ruso después de dos años de estudio, y trabajó como intérprete para el PCC. También trabajó en fábricas textiles para aprender métodos de producción y gestión.

## Carrera militar
En 1930, Zhang y Shen regresaron a China, dejando a su hija en Moscú. En enero de 1931, cuándo Wang Ming se convirtió en el dirigente del PCC, Shen Zemin fue elegido miembro del VI Comité Central del PCC y jefe de propaganda del PCC. En 1931, Shen y Zhang fueron a la base Comunista en la región fronteriza de Hubei, Henan y Anhui (E-Yu-Wan), bajo la dirección de Zhang Guotao.
Después de ser atacado por las fuerzas del Kuomintang formadas por 200.000 hombres en las Campañas de Encerramiento, el Ejército Rojo de E-Yu-Wan decidió abandonar la base y romper el cerco a la región Sichuan-Shaanxi en el oeste. Shen Zemin, quién padecía una enfermedad pulmonar, insistió en quedarse en la base. Murió en noviembre de 1933. En noviembre de 1932, Zhang Qinqiu fue nombrada directora del Departamento Político General del Cuarto Ejército del Frente, la más alta posición alcanzada en tiempos de guerra por una mujer en el ejército Comunista chino. A menudo se la llama la única mujer general del Ejército Rojo.
Durante la marcha de 1934, Zhang fue nombrada comandante y comisaria política del regimiento Independiente de Mujeres del Cuarto Ejército del Frente, mandando sobre 2.000 mujeres soldado.[6] En 1935, se unió a la Larga Marcha bajo el mando de Zhang Guotao. En 1936, se casó con Chen Changhao, comisario político del Cuarto Ejército del Frente y otro miembro de los 28 Bolcheviques. En octubre, 20.000 soldados del Cuarto Ejército del Frente se dividieron en el Ejército de la Ruta Occidental y llegaron al Corredor del Hexi en la provincia de Gansu. El Ejército de la Ruta Occidental fue rodeado y derrotado por las fuerzas de la guerrilla Ma que controlaba el noroeste de China. Zhang, que acababa de dar a luz un bebé que tuvo que ser abandonado, fue capturada y enviada a la capital, Nankín.
Después del Incidente de Xi'an en diciembre de 1936, el gobierno del Kuomintang y los rebeldes comunistas suspendieron su guerra civil y formaron el Segundo Frente Unido para resistir la invasión japonesa. Zhang fue liberada y enviada a Yan'an, la capital de facto de los comunistas.[8] A medida que llegó más gente a Yan'an desde las áreas ocupadas por Japón, se estableció la Universidad China de Mujeres y Zhang se convirtió en su decana. Su marido Chen Changhao había ido en 1938 a la Unión Soviética para un tratamiento médico, donde más tarde empezó a vivir con una mujer rusa. Zhang se divorció de Chen en 1943, y se casó con su tercer marido Su Jingguan, un doctor del ejército.[9] Fue miembro del comité de Mujeres del Comité Central del PCC en la década de 1940, y asistió a la Segunda Federación Internacional de Mujeres Democráticas de 1948 en Budapest.[9]

## La república Popular China
Después de la fundación de la república Popular China en 1949, Zhang fue nombrada viceministra de la industria textil, en parte debido a su experiencia previa en la organización de los trabajadores textiles de Shanghái en la década de 1920.[2] Su marido Su Jingguan (muerto en 1964) fue nombrado viceministro de Salud Pública. Como civil, no recibió ningún rango militar cuando el ejército de Liberación Popular los otorgó en 1955, a pesar de que muchos de sus antiguos subordinados, incluidos Chen Geng, Xu Shiyou, Hong Xuezhi, y Liu Huaqing, fueron galardonados con el rango de gran general o general.
Cuando la Revolución Cultural empezó en 1966, Zhang y sus familiares fueron duramente perseguidos. En abril de 1968, se suicidó saltando desde el balcón de su oficina. Su exmarido Chen Changhao también se suicidó. En 1976, su hija Zhang Maya se suicidó con una sobredosis de fármacos.
Después del fin de la Revolución Cultural en 1976, Zhang Qinqiu fue rehabilitada póstumamente. En junio de 1979, el mariscal Xu Xiangqian, su antiguo camarada en el Cuarto Ejército del Frente, celebró una ceremonia conmemorativa en su honor, a la que asistieron Li Xiannian, Wang Zhen, Yu Qiuli, Chen Xilian y Hu Yaobang.